# Magdalena Wojtaszewska
Magdalena Wojtaszewska-Zajfert (zm. 12 czerwca 2025) – polska autorka tekstów piosenek.

## Kariera artystyczna
Jest autorką tekstów piosenek takich wykonawców jak m.in.: Ewa Bem, Irena Santor, Teresa Haremza, Krystyna Giżowska, Maryla Rodowicz, Grażyna Łobaszewska i Piotr Schulz, Eleni, Anna B, Gayga, Andrzej Zaucha, Andrzej Rybiński, Stanisław Wenglorz, Cezary Szlązak, Kazimierz Kowalski, Bank, Krzysztof Cugowski & Cross, Banda i Wanda, OZZY, RSC, Exodus, Omni, 2 plus 1, Vox czy Fiesta. Piosenki z jej tekstami wykorzystano również w polskich filmach i serialach, tj.: To my z 2000 (Nadzieje ze szkła), Rojst z 2018 (Mogłaś Małgoś) i Pitbull. Ostatni pies z 2018 (Nie będę Julią).

## Wybrane piosenki[4]
- 6.22 (muz. Wanda Kwietniewska) – wyk. Banda i Wanda
- Ach, jak wspaniały (muz. Jacek Krzaklewski) – wyk. Banda i Wanda
- Bez słów na wiatr (muz. Andrzej Rybiński) – wyk. Andrzej Rybiński
- Bezpłatny kurs (muz. Cezary Szlązak) – wyk. Cezary Szlązak
- Cała ty (muz. Jerzy Słota) – wyk. Vox
- Chcę zapomnieć (muz. Wanda Kwietniewska) – wyk. Banda i Wanda
- Ciągle ktoś mówi coś (muz. Mirosław Gral, Piotr Iskrowicz) – wyk. Bank
- Ciągle po omacku (muz. Romuald Lipko, Krzysztof Cugowski) – wyk. Krzysztof Cugowski & Cross
- Cudzy ogień nie grzeje (muz. Janusz Kruk) – wyk. 2 plus 1
- Czas Wiruje (muz. Mirosław Bielawski, Piotr Iskrowicz) – wyk. Bank
- Czy będzie znów szósty dzień – wyk. Exodus[3]
- Czy powie mi pan dzień dobry (muz. Zbigniew Jaremko) – wyk. Ewa Bem i Swing Session
- Dla ciebie jestem ja (muz. Kostas Dzokas) – wyk. Eleni
- Dlaczego przegrałem – wyk. Andrzej Zaucha[3]
- Gdy jesienny spadnie deszcz (muz Ryszard Sygitowicz) – wyk. Stanisław Wenglorz
- Inne życie, inny świat (muz. Cezary Szlązak) – wyk. Cezary Szlązak
- Karnawał dla ciebie (muz. Kostas Dzokas) – wyk. Eleni
- Karnawał serc (muz. Juliusz Wacławski) – wyk. Kazimierz Kowalski
- Kochaj mnie miły (Wojciech Trzciński) – wyk. Banda i Wanda
- Mija czas i nic (muz. Piotr Iskrowicz) – wyk. Bank
- Miłość jak zapomnienie (muz. Janusz Skowron) – wyk. Vox
- Miły, już jesień (muz. Kostas Dzokas) – wyk. Eleni
- Mogłaś Małgoś (muz. Andrzej Rybiński) – wyk. Andrzej Rybiński
- Może ktoś wpadnie tu – wyk. Andrzej Zaucha[3]
- Na nudnym party w Gwadelupie (muz. Janusz Grzywacz) – wyk. Maryla Rodowicz[3]
- Nadzieje ze szkła (muz. Zbigniew Małecki) – wyk. Yoka[5]
- Nasz prywatny film (muz. Ryszard Szeremeta) – wyk. Irena Santor
- Nie będę Julią (muz. Wojciech Trzciński) – wyk. Banda i Wanda
- Nie budź się (muz. Janusz Grzywacz) – wyk. Maryla Rodowicz[3]
- Nie lubię swoich snów (muz. Bernard Sołtysik) – wyk. Gayga
- Nie wszystko z latem kończy się (muz. Kostas Dzokas) – wyk. Eleni
- Nim zrobisz błąd (muz. Andrzej Rybiński) – wyk. Krystyna Giżowska
- Nuda zjada nas (Aleksander Maliszewski) – wyk. Grażyna Łobaszewska, Piotr Schulz i Alex Band
- Obcy raj, obce niebo (muz. Włodzimierz Krakus) – wyk. OZZY
- Okna zamknięte na głucho (muz. Krzysztof Mandziara, Krzysztof Cugowski) – wyk. Krzysztof Cugowski & Cross
- Po zmęczonych schodach w dół (muz. Krzysztof Mandziara, Krzysztof Cugowski) – wyk. Krzysztof Cugowski & Cross
- Przybysze z Matplanety – wyk. Andrzej Zaucha i Omni[3]
- Targowisko dusz (muz. Piotr Spychalski) – wyk. RSC
- Tęsknię (muz. Andrzej Rybiński) – wyk. Krystyna Giżowska
- Trzeci peron (muz. Ireneusz Nowacki) – wyk. Krzysztof Cugowski & Cross[6][7]
- Tylko taką mnie (muz. Romuald Lubelski – właśc. Romuald Lipko) – Anna B
- Uśmiech Julii (muz. Piotr Iskrowicz, Roman Iskrowicz) – wyk. Bank
- Wielki kpiarz (muz. Romuald Lipko, Krzysztof Cugowski) – wyk. Krzysztof Cugowski & Cross
- Wolę być sam (muz. Ireneusz Nowacki) – wyk. Krzysztof Cugowski & Cross[7][8]
- Wracasz wciąż (muz. Janusz Koman) – wyk. Fiesta
- Zabiorę Cię Magdaleno (muz. Ryszard Rynkowski) – wyk. Vox[9]
- Zanim obcy ktoś (muz. Krzysztof Mandziara, Krzysztof Cugowski) – wyk. Krzysztof Cugowski & Cross
- Zbieram dobre dni (muz. Wojciech Zieliński) – wyk. Teresa Haremza
- Zielonooka (muz. Jerzy Słota) – wyk. Vox
- Zjawy (muz. Roman Tarnawski) – wyk. Krzysztof Cugowski & Cross[7][10]
- Znajdę cię (muz. Andrzej Rybiński) – wyk. Andrzej Rybiński
- Zostać w tobie (muz. Romuald Lipko, Krzysztof Cugowski) – wyk. Krzysztof Cugowski & Cross